# Phascolosoma stephensoni
Phascolosoma stephensoni är en stjärnmaskart som först beskrevs av Stephen 1942.  Phascolosoma stephensoni ingår i släktet Phascolosoma och familjen Phascolosomatidae. Inga underarter finns listade i Catalogue of Life.